# 岐阜東中学校・高等学校
岐阜東中学校・高等学校（ぎふひがしちゅうがっこう・こうとうがっこう、英語名:Gifu Higashi Junior & Senior High School）は、岐阜県岐阜市野一色四丁目に所在し、中高一貫教育を提供する私立中学校・高等学校。

## 建学の精神・校訓
建学の精神 「やりぬく精神」
校訓
- 英知を磨くこと・・・Wisdom
- 自立を目指すこと・・Independence
- 品位を尊ぶこと・・・Nobility
- 情熱を重んじること・Guts

## 沿革
- 1957年（昭和32年）岐東高等学校開校。普通科、商業科設置。
- 1961年（昭和36年）機械科設置。
- 1962年（昭和37年）岐東高等学校を岐阜東高等学校に改称。蛍雪コース設置。
- 1970年（昭和45年）機械科募集停止。
- 1992年（平成04年）岐阜東中学校を設置（当初より男女共学）し、習熟度別授業といった少人数授業を開始。
- 1993年（平成05年）商業科募集停止。蛍雪コースを共学化。
- 1995年（平成07年）進学コース設置。完全男女共学化。

## 中学校
- 中高一貫6ヵ年課程

## 高等学校
学科：全日制普通科
- 進学コース
- 蛍雪コース
- 特進コース（内部進学者）

## 概要
1906年（明治39年）岐阜市梅ヶ枝町に開校した富田女学校を起源とする富田学園(現：学校法人富田学園)により1957年（昭和32年）に設立。
県私学初の男子校として、私学の中では最も古くから大学進学に主眼を置いた教育などが行われている。岐阜県では唯一の非混合型の併設型中高一貫校である。
岐阜市の中南部、金華山の南東方面に位置し、周囲にはいくつか学校や教育施設が所在するいわゆる文教地区にある
。
所在する街区一帯は旧日本陸軍の兵営跡地を転用した区域で、開校当初は残存した兵舎を校舎として一時利用していた。
また、当時の兵営西隣には陸軍病院(現：岐阜県総合医療センター)があり、東通用門を通って兵営へは行き来され一体的に活用された経緯がある
。

## 施設
敷地内に同じ学園の富田高等学校が隣接しているが、一部共用施設を除いて校舎や正門は異なっている。
図書館の蔵書数5万5,000冊は岐阜県内の中・高等学校では最大規模であり、全国的にも屈指の蔵書量。
食堂のメニューには定番の焼肉丼、牛丼、うどんなどがある他、マーボー丼、カレーラーメンといったニッチなメニューも存在する。
本校から徒歩5分程の距離にある第二グラウンドは、サッカーコート2面程の広さで野球場やハンドボール専用コートを併設し、部活動や学校行事などに使用される。
カルバー46cm反射望遠鏡
1927年（昭和2年）に天文学者山本一清によって輸入された、当時としては東洋一の口径の望遠鏡である。学園天文台へは、特別校舎建設落慶の昭和37年初春時に納入設置され、約定により搬出された平成4年まで生徒の実習などに使用されていた。
現在は、小川天文台、京都大学花山天文台に管理移管など紆余曲折を経て、天体望遠鏡博物館に展示されている。

## 授業
平日の授業は1限50分が7限と習熟度別授業や各教科の補習が実施され、第1・第3土曜日に4限授業がおこなわれている。放課後にはサテネット教室の個別ブースで、オンデマンド講座が開講している。
中高一貫6ヵ年課程では、中学校の教科内容の学習は2年間で終え、3年次では中学の復習と高校への導入授業が行われる。高校課程である4・5年生は高校2・3年次に当たる学習を、6年生は受験科目中心の選択演習授業を履修する。

## 進路状況
ほとんどの生徒が大学へ進学する。国公立コースの5割前後の生徒が国公立大学へ進学。2018年度は、東京大学、名古屋大学、大阪大学、岐阜大学(医医含）をはじめ計61名、早稲田大学、上智大学、東京理科大学など難関私立大学にも合格者を輩出している。特進コースにおいては医学部医学科への進学者は全卒業生の約1割に及ぶ。
全般的には東海地方、関西地方の大学へ進学する生徒の割合が多い。

## 部・同好会活動

### 運動系部・同好会活動
- 硬式野球部（1964年第36回選抜高等学校野球大会・甲子園に出場。）
- ソフトボール部
- サッカー部
- ハンドボール部（東海大会、全国高等学校総合体育大会・インターハイ等で実績。）
- バスケットボール部
- バドミントン部
- バレー部
- 硬式テニス部
- ソフトテニス部
- 卓球部
- 剣道部
- 空手同好会
- 水泳同好会

### 文化系部・同好会活動
- 放送部（49年連続全国大会出場。）
- 電算機部
- eスポーツ部
- 生物化学部
- フィールド探究部
- 将棋部
- 吹奏楽部
- ギターマンドリン部（20年連続全国大会出場。）
- 美術部
- 茶華道部
- 藝術書道部

## 通学圏
近隣にある各務原市、大垣市、瑞穂市、本巣市、羽島市、羽島郡、関市、山県市、犬山市、一宮市、又、多治見市、稲沢市、名古屋市など広域から通学する生徒もいる。

## 交通アクセス
- 路線バスは岐阜バスが運行している。以下の路線に乗車[9]。

| 乗車停留所およびターミナル                         | 系統                  | 下車停留所                  |
| -------------------------------------------------- | --------------------- | --------------------------- |
| JR岐阜駅バスターミナル⑮ 名鉄岐阜のりば⑥            | B52/ B53              | 「富田学園前」              |
| JR岐阜駅バスターミナル⑮ 名鉄岐阜のりば⑥            | T55/ T56/T57/ T58/T59 | 「長森中学校前」、徒歩3分   |
| JR岐阜駅バスターミナル⑮ 名鉄岐阜のりば⑥            | B32                   | 「富田学園南口」、徒歩5分。 |
| JR岐阜駅バスターミナル⑮ 岐阜バスターミナルＣのりば | T60                   | 「長森中学校前」、徒歩3分   |
| JR岐阜駅バスターミナル⑭ 名鉄岐阜のりば⑥            | B65/B74/B81/ B83/B87  | 「野一色」、徒歩8分         |

- スクールバス「美濃市駅方面」と「山県高校方面」[10]。
- JR高山本線「長森駅」より徒歩で約10分。
- 名鉄各務原線「手力駅」より徒歩で約20分。

## 関連人物

### 学校関係者
- 富田かね - 学園創立者、元岐阜高等女学校教諭
- 武藤嘉一 - 元女学校長、政治家、慶応義塾大学教授
- 森敬明 - 元物理教諭、コメットハンター

### 出身者
- 中条きよし - 参議院議員、歌手、俳優（中退）
- 船見信幸 - 元野球日本代表選手
- いちむらまさき - 著作家、弦楽器講師
- 登龍亭幸福 - 落語家
- RYUJI - 元FANATIC◇CRISISベース
- 森夏美 - 東海テレビ放送アナウンサー